# Partidul Social-Democrat al Muncii din Rusia
Partidul Social Democrat al Muncii din Rusia, abreviat PSDMR (în limba rusă Росси́йская социа́л-демократи́ческая рабо́чая па́ртия = РСДРП), cunoscut și ca Partidul Social Democrat al Muncitorilor din Rusia, a fost un partid politic revoluționar marxist din Rusia, înființat în 1893 la Minsk, cu scopul de a uni diferitele organizații revoluționare de orientare socialistă într-un singur partid. PSDMR s-a scindat ulterior în două grupări: bolșevică și menșevică. Prima grupare s-a constituit mai târziu în Partidul Comunist al Uniunii Sovietice. 
În 1883 luase ființă Grupul pentru Eliberarea Muncii. La primul congres al partidului din 1893, cei nouă delegați au fost arestați. PSDMR a fost creat pentru a se opune curentului naționalist narodnicist, (наро́дничество), populismului revoluționar, programului Social Democraților (SD), care apoi au fuzionat cu Partidul Socialist Revoluționar (SR, Eserii, эсе́ры). 

## Program, ideologie
Programul PSDMR se baza pe teoriile lui Karl Marx și Friedrich Engels, în pofida faptului că Rusia era o țară eminamente agrară, în timp ce marxismul considera că adevăratul potențial revoluționar îl avea muncitorimea din industrie.
Înainte de al doilea congres al PSDMR, la acest partid a aderat tânărul Vladimir Ilici Ulianov (Влади́мир Ильи́ч Улья́нов), cunoscut cu pseudonimul Lenin (Ле́нин). În 1902, el a publicat articolul Ce este de făcut?, în care își prezenta concepțiile privind țelurilor PSDMR și căile de luptă. Între altele, Lenin pleda pentru înființarea unei avangărzi a proletariatului, condusă de un partid disciplinat, centralizat, format din revoluționari profesioniști.

## Congrese
În 1903, la al doilea congres al partidului, ținut în Belgia, participanții au încercat crearea unei forțe unite. La 17 noiembrie, partidul s-a scindat în două facțiuni ireconciliabile: bolșevicii, conduși de Lenin (большеви́к „majoritarii”), și menșevicii (меньшеви́к „minoritarii”), conduși de Iulius Martov. Menșevicii erau în realitate cei mai numeroși, dar se pare că denumirile bolșevici – majoritarii și menșevici – minoritari au fost adoptate după votarea componenței corpului redacțional al organului partidului Iskra (Scânteia), când bolșevicii au obținut un vot în plus. Aceste denumiri au fost folosite de cele două grupări pe durata lucrărilor congresului, care a dezbătut propunerile făcute de Lenin, și au rămas și după scindarea din 1903, deși, până la Revoluția rusă, facțiunea condusă de Lenin a rămas mai puțin numeroasă decât cea condusă de Martov.
Principiul numit centralismul democratic și accesul limitat la statutul de membru - susținute de Lenin - au fost cauza principală a scindării. Lenin considera că, pentru victoria revoluției, membrii de partid trebuiau să fie revoluționari profesioniști dedicați total revoluției, spre deosebire de Martov, care dorea o politică deschisă de cadre. Încercările de conciliere a celor două tabere au eșuat, iar scindarea a rămas definitivă.

## Rusia Sovietică
Bolșevicii au câștigat puterea în timpul Revoluției ruse și, în 1918, au schimbat numele Partidului Bolșevic în Partidul Comunist. I-au scos în afara legii pe menșevici, după revolta din 1921, de la Kronstadt, a marinarilor sovietici ai timpului.